# Margret Steckel
Margret Steckel (Ehmkendorf, 26 d'abril de 1934) és una escriptora luxemburguesa d'origen alemany. El 1995 va guanyar el Premi Servais per la seva obra Der Letzte vom Bayrischen Platz.

## Obres
- Aus-weg-los, Hamburg: Lamda, 1989. Eng Erzielung.
- Nachttage -ein irisches Intermezzo, München: Ehrenwirt 1993.
- Nie wieder nirgendwo, Bad Münstereifel: Westgrenzverlag 1993.
- Der Letzte vom Bayrischen Platz, Echternach: Editions Phi 1996. Premi Servais.
- Die Träne aus der Wand, Rostock: Neuer Hochschulschriftenverlag 2000.
- Rosen, Rosen, Dräi Novellen, Echternach: Editions Phi 2000.
- Die Schauspielerin und ich, Roman, 2003, 392 pàgines, Editions PHI, Esch-Uelzecht
- Das letzte Konzept, Roman, 2007, 116 Säiten, Editions PHI, Esch-Uelzecht. Dëst ass eng Neioplo vum Aus-weg-los
- Auf Rufweite, Erzielung, 2007, 160 pàgines, Op der Lay, Esch-Sauer
- Servais - Roman einer Familie ; Lëtzebuerg, 'Éditions Guy Binsfeld', 2010; 590 pàgines. ISBN 978-2-87954-228-7